# Haven (serial)
Haven este un serial TV americano-canadian dramatic supranatural  vag bazat pe romanul de mister al lui Stephen King Colorado Kid (2005). Seria, care tratează evenimente ciudate dintr-un oraș fictiv din Maine, denumit Haven, a fost filmat pe țărmul sudic din Noua Scoție, Canada. Au interpretat actorii Emily Rose, Lucas Bryant, Nicholas Campbell și Eric Balfour, ale căror personaje se luptă pentru a ajuta cetățenii care au afecțiuni supranaturale și pentru a proteja orașul de efectele acestor afecțiuni. Seria a fost creată de Jim Dunn și Sam Ernst. 
Primul episod, de o oră, a avut premiera la 9 iulie 2010 pe Syfy, iar sezonul a fost încheiat la 17 decembrie 2015. În august 2015, Syfy a anulat seria după un total de cinci sezoane.

## Intrigă
Când agentul special FBI Audrey Parker (Emily Rose) este detașat în micul oraș Haven, Maine, pentru un caz de rutină, ea se implică din ce în ce mai mult în așa-zisa „The Troubles”, o serie de afecțiuni supranaturale care au afectat orașul cel puțin de două ori înainte. Cu mintea deschisă către posibilitatea existenței paranormalului, ea găsește, de asemenea, o legătură mai personală în Haven, care o poate duce la mama pe care nu a cunoscut-o niciodată. 
De-a lungul timpului, Parker, care în cele din urmă renunță la FBI pentru a se alătura departamentului de poliție din Haven, începe să-și dea seama că sosirea ei în Haven ar putea să fi fost aranjată în prealabil și că numele ei și chiar amintirile ei nu pot fi ale sale. Pe măsură ce seria progresează, ea află mai multe despre misterele atât ale orașului, cât și ale adevărat ei identitate. 
Ea și partenerul ei, detectivul de poliție Nathan Wuornos (Lucas Bryant), se confruntă frecvent cu probleme cauzate atât de efectele afecțiunilor, cât și de activitățile oamenilor din oraș care iau măsuri mai drastice împotriva celor care se confruntă cu acestea. 

## Distribuție și personaje

### Principale
- Emily Rose ca Audrey Parker
- Lucas Bryant ca Nathan Wuornos
- Nicholas Campbell ca Garland Wuornos (sezonul 1; sezoanele 2–3 invitat)
- Eric Balfour ca Duke Crocker

### Secondare
- Richard Donat - Vince Teagues
- John Dunsworth - Dave Teagues
- Mary-Colin Chisholm - Eleanor Carr (sezonul 1)
- Anne Caillon - Jess Minion (sezonul 1)
- Michelle Monteith - Julia Carr (sezonul 1)
- Stephen McHattie - Edmund "Ed" Driscoll (sezonul 2; invitat sezonul 1)
- Kathleen Munroe - FBI Agent Audrey Parker (sezonul 2; invitat sezonul 1)
- Jason Priestley - Chris Brody (sezonul 2; invitat sezonul 5)
- Vinessa Antoine - Evidence "Evi" Ryan (sezonul 2)
- Adam "Edge" Copeland (ca - WWE Superstar Edge în sez. 2–3, și- Adam Copeland/WWE Superstar Edge în sez. 4–5) - Dwight Hendrickson (sez. 2–5)
- Maurice Dean Wint - Agent Byron Howard (sezonul 3; invitat în sez. 1–2 & 5)
- Bree Williamson - Claire Callahan (sezonul 3)
- Dorian Missick - Tommy Bowen (sezonul 3)
- Kate Kelton - Jordan McKee (sez. 3–4)
- Steve Lund - James Cogan (sezonul 3; invitat sezonul 5)
- Colin Ferguson - William (sezonuls 4–5)
- Emma Lahana - Jennifer Mason (sezonul 4)
- Christian Camargo - Wade Crocker (sezonul 4)
- Jayne Eastwood - Gloria Verrano (sez. 4–5)
- Robert Maillet (ca - Robert Norman Maillet în sezonul 5) - Heavy (sez. 4–5)
- Kris Lemche - Seth Byrne (sezonul 5; invitat sezonul 4)
- Laura Mennell - Charlotte Cross (sezonul 5)
- Paul Braunstein - Mitchell (sezonul 5)
- Christian (ca - WWE Superstar Christian) - McHugh (sezonul 5)
- William Shatner - Croatoan (sezonul 5)[3]
- Rossif Sutherland - Henry (sezonul 5)
- Tamara Duarte - Hailie Colton (sezonul 5)